# Ritmo (narrativa)
Na literatura, o ritmo é a velocidade com que uma história é contada — não necessariamente a velocidade com que a história se passa. O número de palavras necessárias para escrever sobre um determinado evento não depende de quanto tempo o evento leva para acontecer; depende de quão importante esse momento é para a história. O ritmo é determinado pela duração das cenas, pela rapidez com que a ação se desenvolve e pela rapidez com que o leitor recebe as informações. Às vezes também é ditado pelo gênero da história: as comédias se movem mais rápido que os dramas; as aventuras de ação movem-se mais rápido do que o suspense. Um ritmo arrastado é característico de muitos romances rejeitados pelos editores e de alguns que chegam à impressão, mas não chegam aos corações e recomendações dos leitores. Manuscritos que se movem muito lentamente geralmente desencorajam os leitores de continuar lendo.

## Métodos
Os contadores de histórias têm várias ferramentas de escrita à sua disposição - por exemplo, narração, ação, descrição e diálogo. Ao considerar o ritmo de uma história, a descrição e a narração irão movê-la lenta, constante e suavemente, enquanto a ação e o diálogo irão acelerá-la. De todas as ferramentas à disposição de um escritor, o diálogo é a que mais rapidamente coloca os personagens e o leitor no momento presente, mais ainda do que a ação.
O ritmo pode ser aumentado através de:
- saltar uma cena que está na história, mas nunca aparece no livro[8]
- pular etapas em uma sequência lógica de eventos[8]
- cenas curtas[9]
- parágrafo frequente[10]
- frases curtas[10]
- diálogo[6][10]
- ação[6]
- voz ativa e verbos agressivos[11]
- cortar barriga (remoção de palavras e frases supérfluas e adjetivos e advérbios desnecessários)[12]

O ritmo pode ser diminuído através de:
- descrição e narração[6]
- introspecção[13]

## Tecelagem
Enquanto o diálogo é o elemento que dá vida à história e aos personagens na página, a ação cria o movimento e a narrativa dá à história sua profundidade e substância. Escrever uma história significa entrelaçar todos os elementos da ficção. Quando isso é feito corretamente, tecer diálogo, ação e narrativa pode criar uma bela tapeçaria. O ritmo é provavelmente o elemento de ficção mais comum ao qual prestar atenção ao considerar quando tecer e quando não tecer diálogo, narrativa e ação. Ao criar uma cena de conflito em ritmo acelerado entre duas ou mais pessoas, um escritor pode fazer bem em considerar apenas o diálogo, pelo menos em partes dele. Talvez os personagens tenham acabado de entrar em uma discussão e o escritor queira acelerar a cena. Em seguida, há momentos em que uma cena deve se mover lentamente, por isso nem sempre é melhor usar o diálogo. No entanto, a leitura de diálogos lentos é preferível à leitura de longas passagens de narrativa filosófica. Existem cenas em todas as histórias que funcionam melhor usando apenas narrativa ou apenas diálogo ou apenas ação. Não há regras definidas sobre quando e quando não tecer. Tecer bem é encontrar o ritmo da história.

## Variação

### Dentro de uma história
Um bom enredo é um exercício de equilíbrio adequado. Ao ficar ciente dos níveis de intensidade das cenas e escrever de acordo, um escritor pode fazer romances novos e memoráveis para seus leitores. Escritores iniciantes geralmente dão a cada momento de suas histórias o mesmo peso. No entanto, ao escrever ficção, eles são responsáveis pela maneira como o tempo se move. Eles podem passar rapidamente por cima do que não é importante ou até ignorar completamente. Em seguida, eles podem estender os eventos com os quais seus leitores se importam. Há um tempo para contar e um tempo para mostrar. A maioria das histórias não tem um ritmo muito rápido, mas muito lento. Por outro lado, não há nada menos excitante do que a emoção ininterrupta, então os escritores devem evitar a monotonia da ação constante e dar ritmo ao ritmo. A escrita deve ser feita com consciência de ritmo e tensão. Na ação crescente da história, o interesse do leitor pode ser mantido aumentando o risco da ação a cada cena seguinte. O obstáculo inicial que o herói supera deve ser menor do que o seguinte.

### Entre diferentes histórias
Diferentes tipos de histórias exigem diferentes tipos de personagens, tensão, ritmo, temas e diálogos. Uma aventura de ação em ritmo acelerado precisa de diálogos em ritmo acelerado em todas as cenas para manter a história avançando rapidamente. Da mesma forma, uma história literária precisa que o diálogo corresponda ao ritmo dos outros elementos da história – ele precisa se mover mais lentamente. As histórias de gênero geralmente se movem rapidamente, empregando mais diálogo e ação e narrativa menos lenta, porque geralmente são guiadas pelo enredo e não pelo personagem, como as histórias literárias e tradicionais. A ênfase está na ação que mantém o enredo em movimento, e não na narrativa que mantém o crescimento do personagem. Vale a pena conhecer os personagens porque quem eles são determina o quão devagar ou rápido eles falam.